# Xist
Xist (англ. X-inactive specific transcript) — ген, кодирующий РНК и локализованный на Х-хромосоме плацентарных млекопитающих, является ключевым эффектором в инактивации Х-хромосомы. Он входит в состав комплекса Xic (англ. X-chromosome inactivation centre), наряду с двумя другими РНК-кодирующими генами (Jpx и Ftx) и двумя белоккодирующими генами (Tsx и Cnbp2). Продукт гена Xist — Xist-РНК — представляет собой крупный транскрипт (17 кб у человека), который экспрессируется на неактивной хромосоме и не экспрессируется на активной. Процессинг этого транскрипта напоминает процессинг мРНК и тоже включает этапы сплайсинга (в т. ч. альтернативного) и полиаденилирования, однако он остаётся в ядре и не транслируется. Было высказано предположение, что ген Xist по крайней мере частично образовался как часть белоккодирующего гена, который впоследствии стал псевдогеном. Инактивированная Х-хромосома покрыта Xist-РНК, который необходим для процесса инактивации. Х-хромосома, лишённая гена Xist, не будет инактивирована, однако дупликация этого гена на другой хромосоме вызывает инактивацию и первой хромосомы тоже.
Инактивация Х-хромосомы, которая происходит на ранних стадиях развития самок плацентарных млекопитающих, обеспечивает сайленсинг на уровне транскрипции одной из двух Х-хромосом, что обеспечивает дозовое равенство (т. е. по количеству активных вариантов одного гена) самок и самцов (см. подробнее «Дозовая компенсация»). Функциональная роль Xist-РНК была наглядно продемонстрирована на эмбриональных стволовых клетках самок мышей. В ходе этих экспериментов введение в клетки антисмысловой РНК длиной 19 нуклеотидов, мишенью которой была Xist-РНК, предотвращало образование Xic и цис-сайленсинг Х-связанных генов. Впрочем, в дальнейшем было показано, что инактивация Х-хромосомы у мышей всё-таки происходит даже в отсутствие гена Xist посредством эпигенетической регуляции, но Xist-РНК необходима для стабилизации такого сайленсинга.
Было показано, что ген Xist взаимодействует с геном BRCA1, связанным с раком молочной железы.

## Организация гена

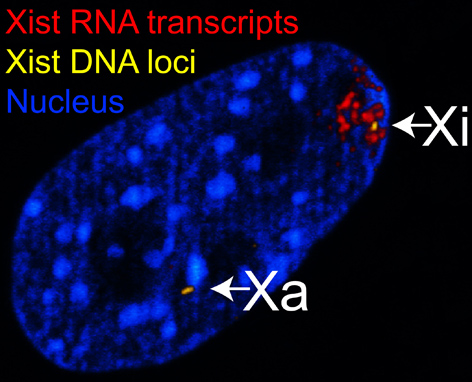
Локализация Xist-РНК и гена Xist в ядре фибробласта мышиной самки. Красным цветом обозначены транскрипты гена Xist; жёлтым — локусы гена Xist; синим цветом — ядерная ДНК, окрашенная DAPI; Xi — инактивированная Х-хромосома, Xa — активная Х-хромосома.

У человека ген Xist локализован на длинном (q) плече Х-хромосомы. Он включает в себя большое количество повторов и состоит из А-региона, содержащего 8 повторов, разделённых U-спейсерами. А-регион содержит две крупные шпильки, в каждую из которых входит по 4 повтора. Ортолог гена Xist у человека был идентифицирован у мыши, его длина составляет 15 кб, однако он не содержит консервативных повторов.

## Организация транскрипта

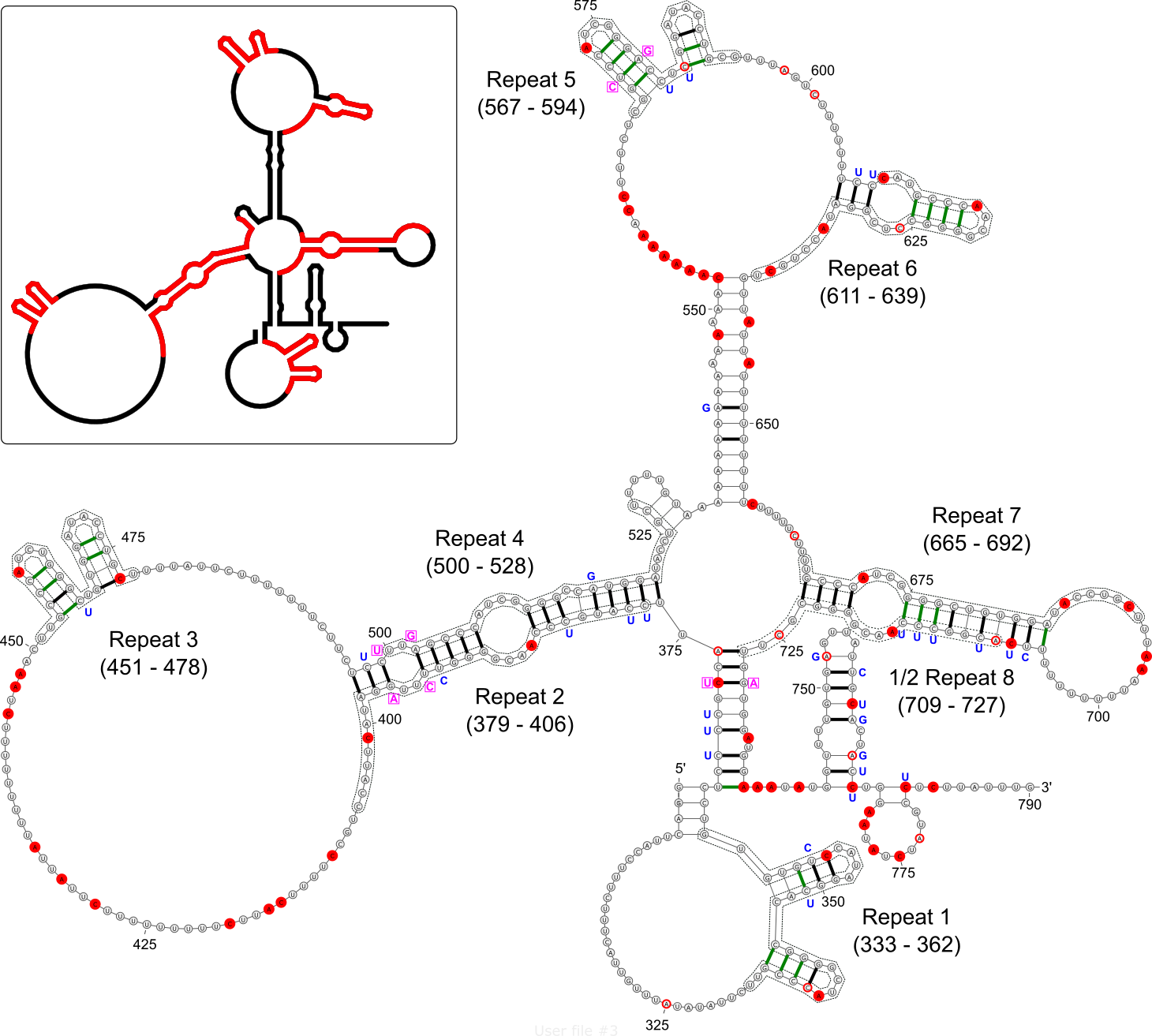
Структурная модель региона повтора A (repA) Xist, основанная на исследовании биохимической структуры in vivo и сравнительном анализе последовательностей. Повторы с 1 по 8 (1/2) пронумерованы и заключены в рамку — они показаны красным на рисунке RepA в верхней левой панели. Реактивные нуклеотиды окрашены в красный цвет, где открытые и закрытые кружки обозначают среднюю и сильную реактивность соответственно (реактивность предполагает, что нуклеотид неспаренный или слабоструктурированный). Последовательные и компенсаторные мутации (одноточечные и двойные мутации, сохраняющие спаривание) отмечены синим и фиолетовым цветом соответственно. Пары оснований, которые на 100% консервативны у грызунов, выделены жирным и черным цветом, а пары оснований, консервативные у грызунов и млекопитающих, — зеленым. Данные и модель взяты из:.

Xist-РНК состоит из двух регионов: А и С. Консервативный А-регион содержит до 9 повторяющихся элементов. Недавно было показано, что у мыши и человека А-регион Xist-РНК состоит из двух длинных шпилек, в состав каждой из которых входит по 4 повтора. Хотя конкретная функция А-региона неизвестна, было показано, что он необходим для эффективного связывания с белком Suz12.
Связывание Xist-РНК с инактивированной Х-хромосомой осуществляется через хроматин-связывающий участок, расположенный на самом транскрипте. Впервые такой участок на Xist-РНК был описан в фибробластах самки мыши. Он оказался локализованным в области С-повтора. Вышеописанные эксперименты по введению в клетки 19-нуклеотидной антисмысловой РНК, комплементарной Xist, нарушали связывание этого транскрипта с гистоном H2A.

## Регуляция Xist

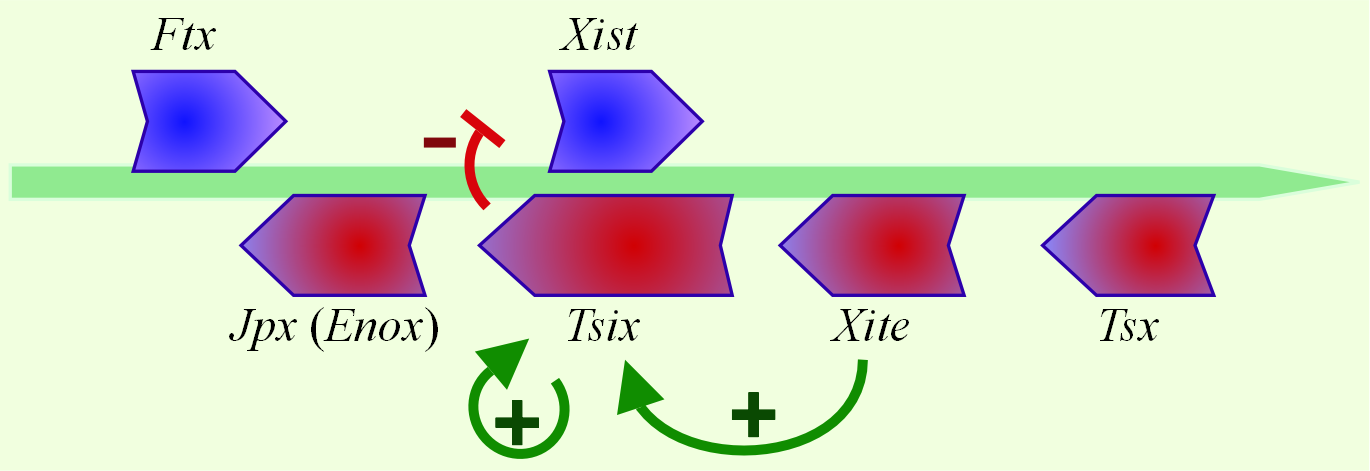
Строение Xic. Красными и зелёными линиями показано, как отдельные гены этого локуса регулируют друг друга.

Как упоминалось выше, ген Xist-РНК входит в состав инактивационного центра Xic (англ. X Inactivation Center). Xic локализуется на q-плече Х-хромосомы (Xq13). Ключевую роль в инактивации Х-хромосомы играет промотор Xist, входящий в состав Xiс. Кроме гена Xist, в Xic входит также ген Tsix, антисмысловой по отношению к Xist. Антисмысловые транскрипты гена Xist действуют как цис-регуляторы транскрипции Xist, понижая экспрессию этого гена. Механизм такой цис-регуляции экспрессии Xist с помощью Tsix пока плохо понятен, хотя существует несколько объясняющих гипотез. Согласно одной из них, Tsix участвует в модификации хроматина в локусе Xist (подробнее об этом см. ниже).
Предполагается, что антисмысловой транскрипт Tsix активирует ДНК-метилтрансферазы, которые метилируют промотор Xist, что приводит к подавлению этого промотора и, следовательно, экспрессии гена Xist. Показана роль ацетилирования гистонов в регуляции Xist.
Возможно, двуцепочечные РНК и интерферирующие РНК также играют роль в регуляции промотора Xist. По-видимому, фермент Dicer, специализирующийся на разрезании двуцепочечных РНК, разрезает дуплекс Xist и Tsix в начале процесса инактивации Х-хромосомы, в результате чего образуются короткие РНК длиной около 30 нуклеотидов (xiРНК). Предполагается, что эти xiРНК репрессируют Xist на той Х-хромосоме, которая останется активной. Это предположение подтверждается экспериментом, в ходе которого в недифференцированных клетках количество эндогенного Dicer было снижено на 5 %, что привело к увеличению Xist в этих клетках.
По-видимому, транскрипционные факторы плюрипотентных клеток Nanog, Oct4 и Sox2 играют роль в сайленсинге гена Xist. В отсутствие Tsix в плюрипотентных клетках Xist, тем не менее, тоже репрессирован. Возможным объяснением этому может быть то, что вышеперечисленные факторы вызывают сплайсинг по интрону 1 в сайте связывания этих факторов в гене Xist, в результате чего сайт разрушается и экспрессия Xist подавляется. В плюрипотентных клетках, лишённых Nanog или Oct4, уровень экспрессии Xist повышался.
Была показана роль репрессорного комплекса polycomb 2 (англ. Polycomb Repressor Complex 2 (PRC2)) в сайленсинге Xist независимо от Tsix, хотя конкретные механизмы этого неизвестны. PRC2 — это класс белков группы polycomb, которые вызывают триметилирование гистона Н3 по остатку лизина 27 (К27), что подавляет транскрипцию путём перестройки хроматина. Вышеупомянутый белок Suz12 входит в группу PRC2 и имеет домен цинкового пальца, который, по-видимому, связывается с молекулой РНК.

## Значение и механизмы инактивации

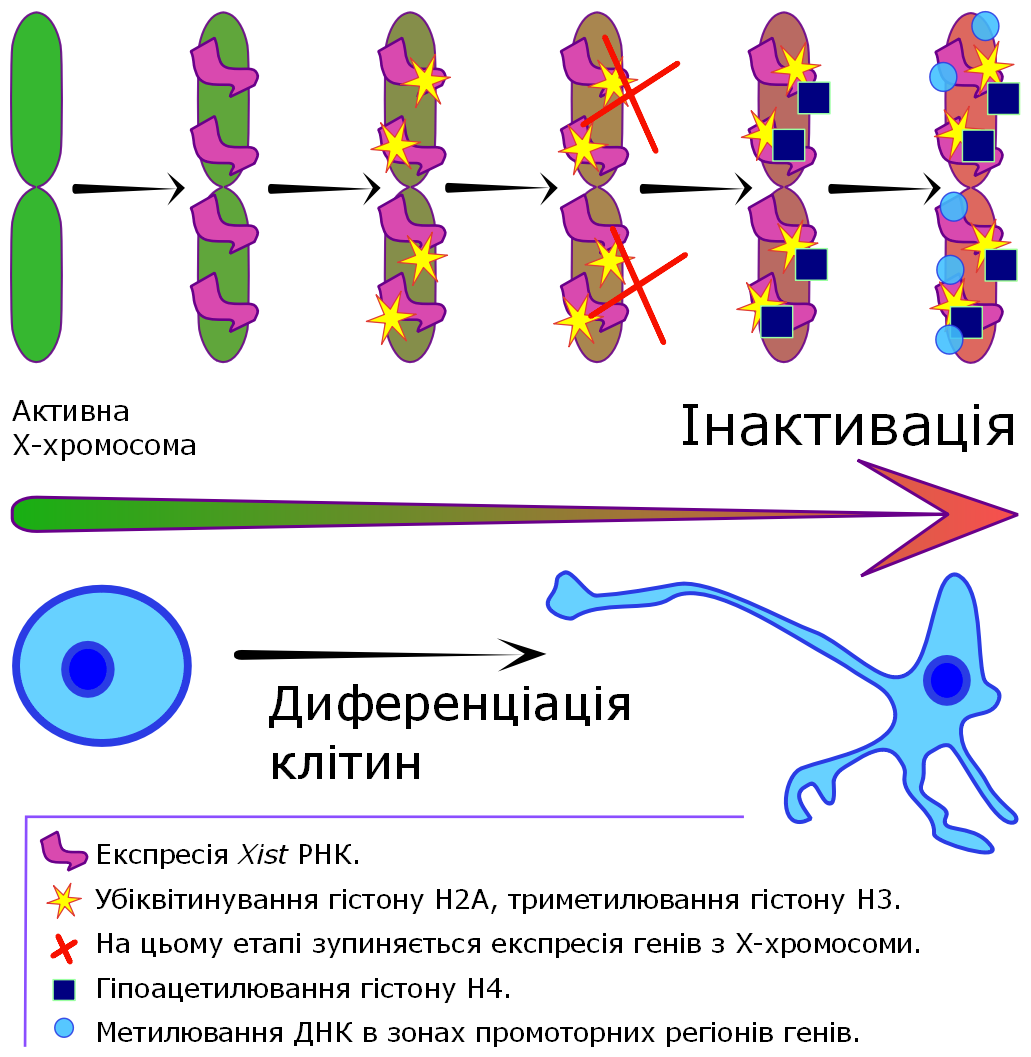
Схема механизма инактивации Х-хромосомы.

Процесс инактивации Х-хромосомы начинается с распространением Xist-РНК от Xic по всей хромосоме, где Xist-РНК, по-видимому, индуцирует образование и расширение области гетерохроматина. Гетерохроматин инактивированной Х-хромосомы характеризуется не только связью с Xist-РНК, но также наличием особого варианта гистона Н2А (macroH2A), гипоацетилированием гистонов Н3 и Н4, убиквитинированием гистона H2А и метилированием специфических позиций на гистоне Н3, а также метилирования ДНК. Именно комбинация подобных модификаций обусловливает большую часть инактивированной Х-хромосомы чрезвычайно невосприимчивой к транскрипции. Кроме того, способность этих модификаций к самораспространению обеспечивает поддержание инактивированного состояния Х-хромосомы в течение многих клеточных делений. Впрочем, стоит отметить, около 10 % генов на Х-хромосоме остаются транскрипционно активными.
Экспрессия Xist и инактивация Х-хромосомы изменяются в процессе эмбрионального развития. У мыши в раннем эмбриональном развитии существует две волны инактивации Х-хромосомы. Первая волна происходит до образования бластоцисты, и является неслучайной — в клетках зародыша инактивируется Х-хромосома, полученная от отца, то есть инактивация Х-хромосомы на этом этапе носит импринтированный характер. На стадии бластоцисты, в клетках внутренней клеточной массы, из которой формируются в дальнейшем все органы и ткани будущего организма, этот импринтинг снимается, экспрессия Xist исчезает, инактивация отцовской Х-хромосомы отменяется, и обе Х-хромосомы становятся транскрипционно активными. Недавно полученные данные показали, что в процессе реактивации Х-хромосомы участвуют антисмысловые транскрипты. В формирующихся далее клетках эпибласта начинается процесс дифференцировки, и наступает вторая волна инактивации, в которой выбор инактивируемой Х-хромосомы носит случайный характер. На одной из Х-хромосом начинает экспрессироваться Xist, и эта Х-хромосома вступает в процесс инактивации. Вследствие случайного выбора инактивируемой Х-хромосомы каждый женский организм представляет собой мозаику из клональных групп клеток, у которых либо инактивирована Х-хромосома, доставшаяся от отца, либо Х-хромосома, оставшаяся от матери. Инактивация Х-хромосомы поддерживается в течение тысячи клеточных делений, и только в развивающихся гоноцитах экспрессия Xist снижается и Х-хромосома вновь реактивируется. В экстраэмбриональных тканях у мыши импринтированная инактивация отцовской Х-хромосомы, установившаяся во время первой волны инактивации, сохраняется в течение всего эмбрионального развития.
Инактивация Х-хромосомы играет ключевую роль в механизме дозовой компенсации, благодаря которому обеспечивается равенство доз генных продуктов Х-хромосомы у обоих полов. У различных видов дозовая компенсация обеспечивается различными путями, но во всех таких путях имеет место регуляции экспрессии Х-хромосомы у одного из двух обоих полов. Если одна из двух Х-хромосом не будет инактивирована или будет частично экспрессироваться, то получающаяся в результате избыточная экспрессия Х-хромосомы может быть летальной.

## Клиническое значение
У человека мутации в промоторе Xist обусловливают семейную неслучайную инактивацию Х-хромосомы.
В 2013 году было показано, что внедрение гена Xist в одну из 21-х хромосом стволовой клетки с трисомией по 21-й хромосоме (причина синдрома Дауна) позволяет инактивировать эту хромосому. Таким образом, ген Xist может лечь в основу нового подхода к лечению синдрома Дауна.